# Tanzim (Liban)
Pour les articles homonymes, voir Tanzim.
Al-Tanzim , Al-Tanzym ou At-Tanzim ( arabe : حركة المقاومة اللبنانية - التنظيم , lit.  « L'Organisation ») était le nom d'une société militaire secrète ultranationaliste et d'une milice créée par des militants chrétiens de droite au Liban au Liban. début des années 1970, et qui a joué un rôle important dans la guerre civile libanaise .

## Origines
Le Tanzim a été créé en 1969 par un petit groupe de jeunes officiers de l'armée libanaise qui s'opposaient à l'accord du Caire. En réaction, ils se sont détachés du parti Kataeb, ou « Phalange », à la fin des années 1960 pour protester contre le refus initial de ce dernier de promouvoir une formation militaire à l'échelle nationale et d'armer la population libanaise en vue de « défendre le Liban » contre la « menace palestinienne » perçue. Sous la direction d'Obad Zouein, ce groupe dissident incluait Aziz Torbey, Samir Nassif et Fawzi Mahfouz (également connu sous le nom de « Abu Roy »). Anciens membres de la section jeunesse du Kataeb et vétérans de la crise libanaise de 1958, ils ont décidé de former une organisation paramilitaire clandestine pour soutenir l'armée libanaise dans la défense du pays.